# Кулебівка (Самар)
Куле́бівка (у минулому — Олександро́піль) — найбільша історична місцевість у Самарі, колишнє самостійне поселення біля Новомосковського жерстекатального заводу та передмістя міста. На півдні Кулебівки розташований однойменний пасажирський залізничний зупинний пункт — Кулебівка.

## Назва
Згідно легенди вказаної в історико-архітектурному плані міста, назва місцевості походить від прізвища деякого пана Кулеби, який у другій половині XIX століття продавав місцеві земельні наділи.

## Історія
Першим зафіксованим сталим поселенням на території сучасної Кулебівки вважається хутір Олександропіль, що існував на території місцевості по вулиці Ігоря Ємельяненка з початку XIX століття. Хутір розташовувався по тракту від Новомосковська до Чаплинки, мав сад та кошари. Історична доля поселення досі залишається не дослідженою. Відомо, що населений пункт існував до кінця століття та можливо був поглинутий розбудованою у той час Кулебівкою. 
У 1911 році до Покровської церкви села Кулебівка Новомосковського повіту був призначений псаломником Петро Борисович Грановський.
У 1913 році на Кулебівці було збудовано земську школу по вулиці Спаській (нині гімназія №13). 
У липні 1918 року в Кулебівці, у хаті революціонера Х. Волошина, діяв підпільний більшовицький революційний комітет під проводом Є. Чумака.  
У 1929 році у Кулебівці створено колгосп. Зростання Кулебівки було зумовлене побудовою Новомосковського жерстекатального заводу між Животилівкою і Кулебівкою та розбудовою Кулебівської та Північної Промзони. 
Незважаючи на близькість до жерстекатального заводу, електрифікація Кулебівки була проведена лише у 1956 році, а газифікація — наприкінці 1990-х років. 
У 1958 році сільська рада Кулебівки була ліквідована і поселення увійшло до складу Новомосковська.

## Територія

Межі Кулебівки зазначені цифрою «6»

### Межі
Південна, західна та північна межа місцевості проходить по адміністративній межі міста, східна — уздовж залізниці.

### Частини
До складу Кулебівки також відносяться:
- Кулебівська Промзона — найбільш урбанізована частина Кулебівки, що складається з промислової зони та багатоповерхової забудови, розташованих вздовж вулиці Спаської до перехрестя з вулицею Північною;
- Північна Промзона — промислова зона вздовж вулиці Північної;
- Переїзд — південна частина Кулебівки відділена від неї залізницею.

## Релігійні споруди
- Баптистська церква (пров. Академіка Жлуктенка, 1-6);
- Свято-Покровський храм УПЦ (вул. Холодноярської Бригади, 290);
- Храм Самарської ікони Божої Матері УПЦ (пров. Волгоградський, 23);
- Православна церква ПЦУ (вул. Заводська).

## Галерея

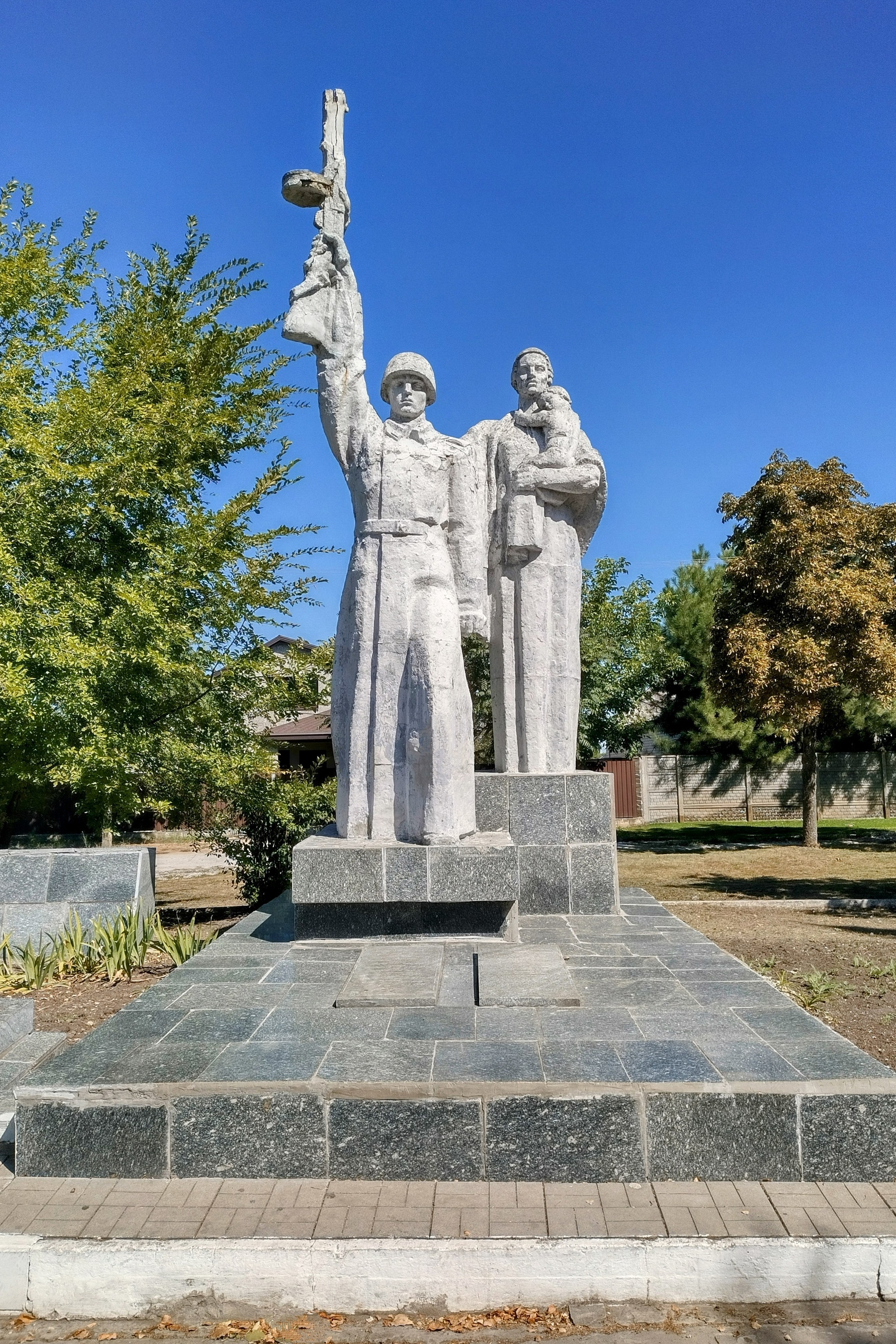
Військовий меморіал
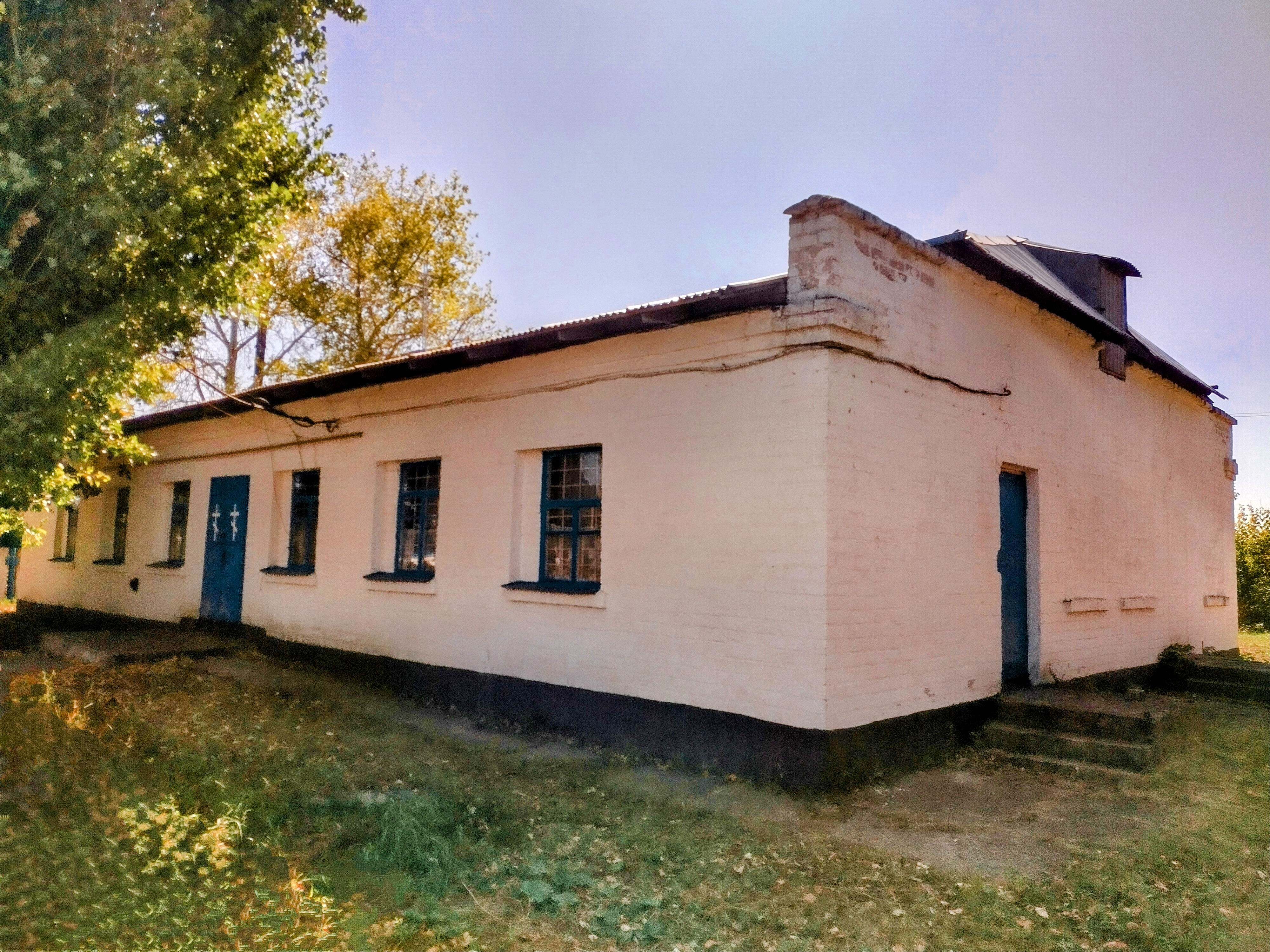
Храм Самарської ікони Божої Матері